# Sacramento Valley

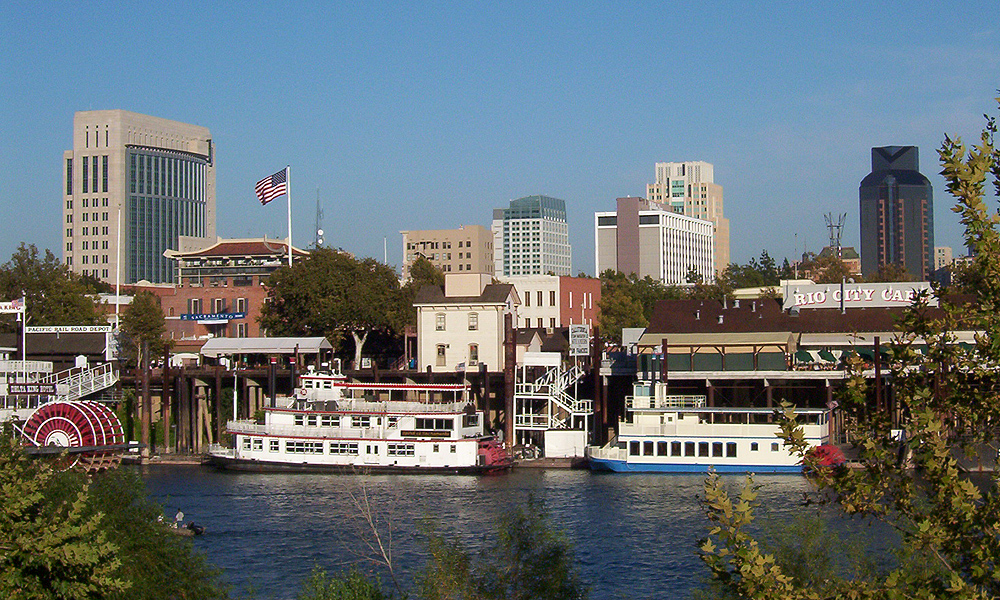
Sacramento, Zentrum des Sacramento Valley

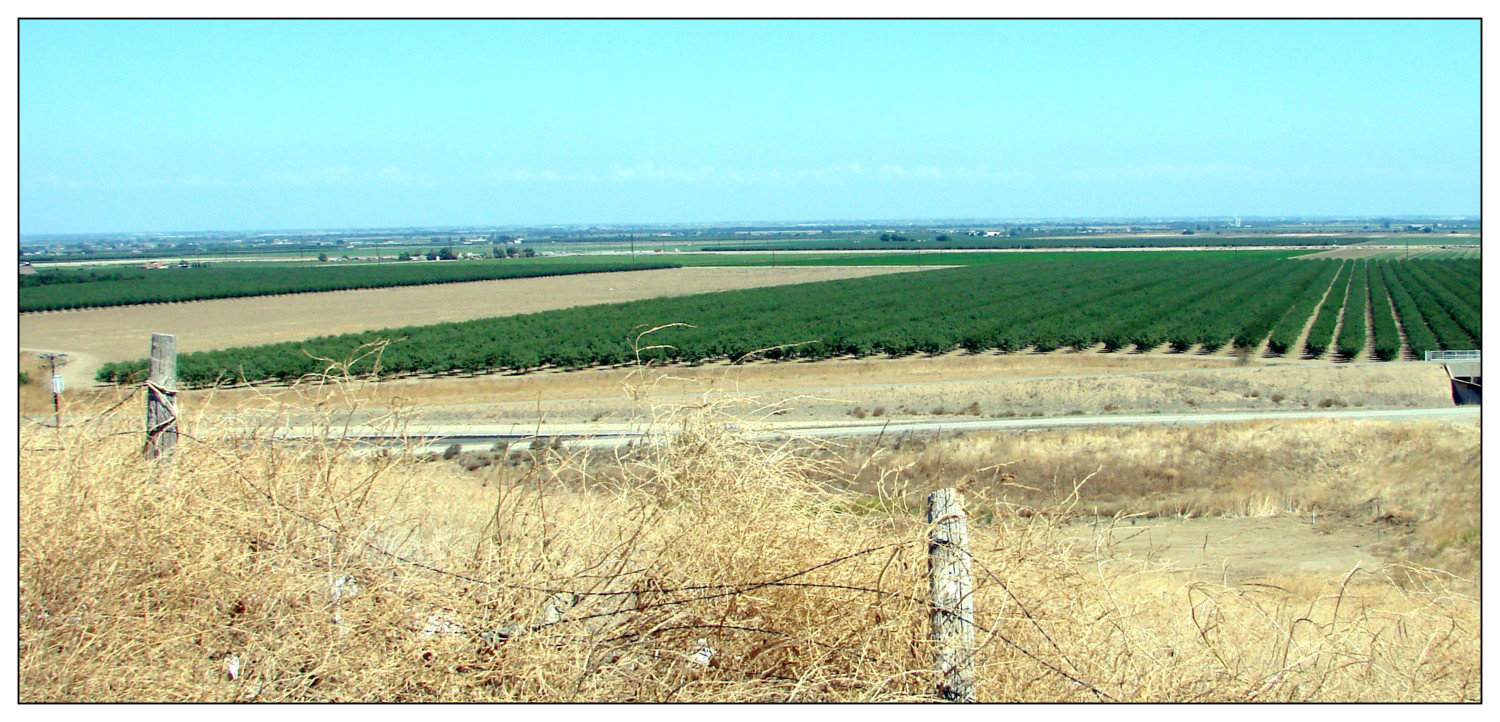
Blick auf eine Anbaufläche mit Olivenbäumen. Agrarwirtschaft spielt eine wichtige Rolle in der Region

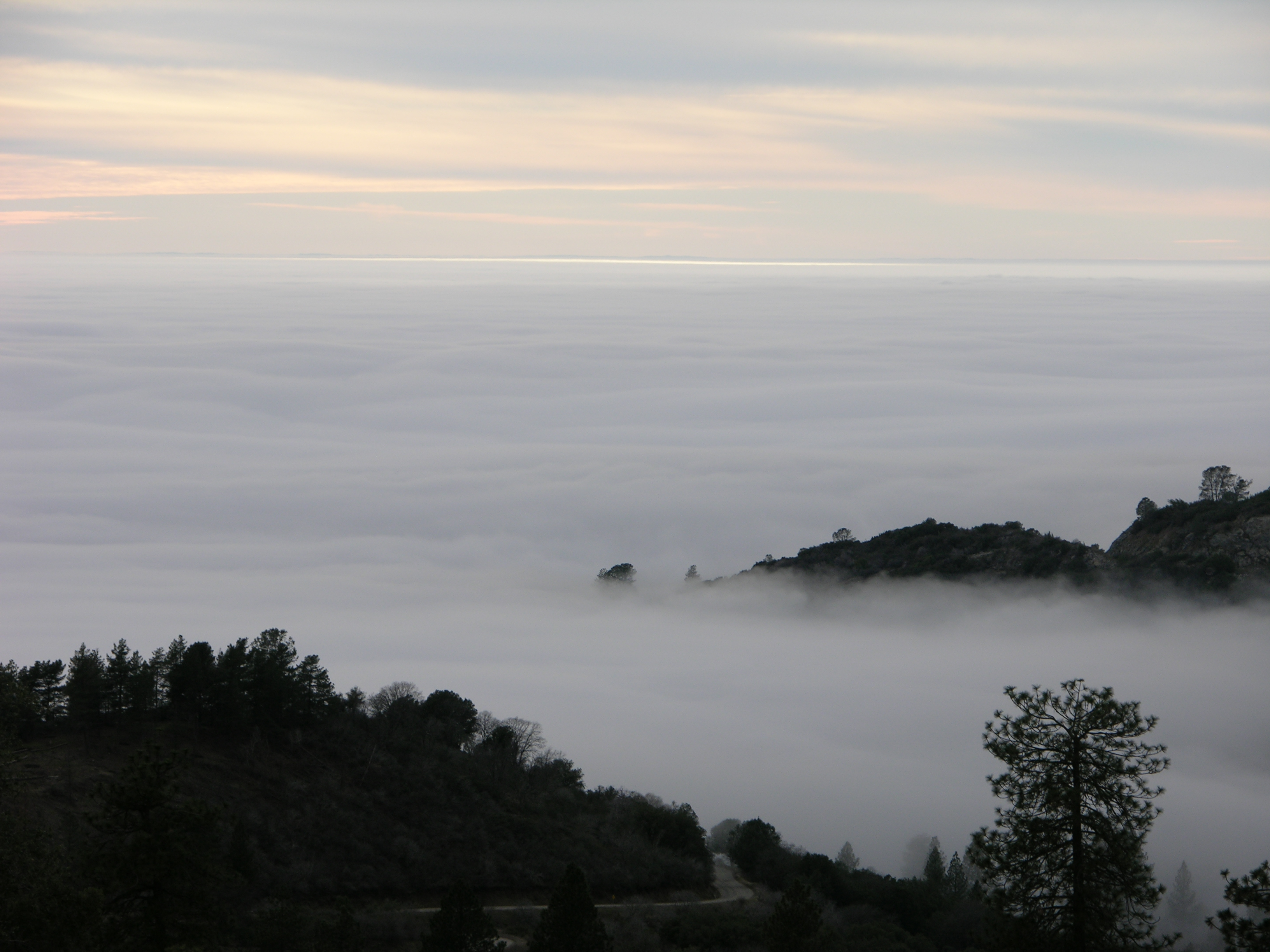
Nebel über dem Sacramento Valley im Januar

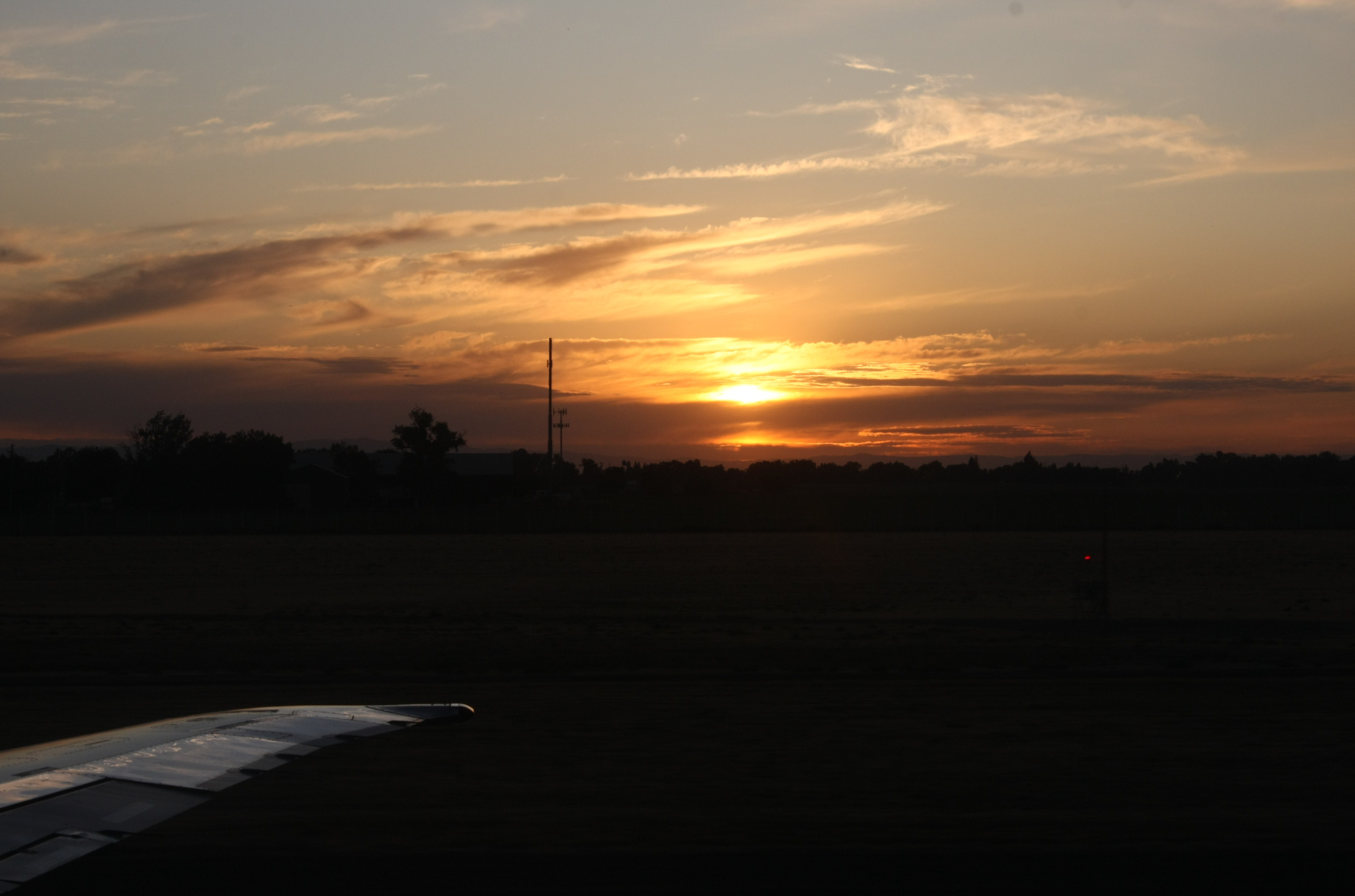
Sonnenuntergang im Sacramento Valley

Das Sacramento Valley ist der nördliche Teil des Kalifornischen Längstals. In seinem Zentrum liegt die Großstadt Sacramento, die Hauptstadt des Bundesstaates Kalifornien und das wirtschaftliche Zentrum der Region. Insgesamt umfasst es zehn Countys.

## Geographie
Wesentlich verantwortlich für die Prägung des Sacramento Valleys ist der Sacramento River, der sich durch das Tal hindurchzieht und weiter im Westen in den Pazifik mündet. Begrenzt und geformt wird das Tal von verschiedenen Gebirgszügen (die Northern Coast Ranges im Westen, die südlichen Siskiyou Mountains im Norden, und die nördliche Sierra Nevada im Osten). In nicht urbanisierten Gebieten sind zahlreiche Landwirtschaftsgebiete angesiedelt. So wird der Anbau von Obst, Gemüse und auch Wein betrieben. Durch das Flusssystem des Sacramento River ist eine weitflächige Bewässerung der Region gewährleistet. Der flache Untergrund und der Boden in diesem Gebiet ermöglichen eine weit verbreitete Agrarwirtschaft und Viehzucht in der Region. Zitrusfrüchte, Mandeln und Walnüsse sind von großer Bedeutung im Tal und werden auch in substanziellen Mengen in die gesamten Vereinigten Staaten und andere Länder in Übersee exportiert. Die Erlöse dieser Erzeugnisse stellen damit einen bedeutenden Faktor der kalifornischen Wirtschaft dar. In der Stadt Corning werden auch in großen Mengen Oliven zur Ölgewinnung und zum Verzehr verarbeitet, die in der Region angebaut wurden. Die Sunsweet Growers Incorporated, die sich auf die Herstellung und Verarbeitung von Früchten spezialisiert hat, befindet sich mit ihrem Hauptsitz in Yuba City ebenfalls im Sacramento Valley. Das Tal verfügt über mehr als zwei Drittel des weltweiten Marktes von Pflaumen durch die mehr als 400 Hersteller im Sacramento Valley.
Das Gelände des Sacramento Valley besteht neben Äckern und Anbaufläche aus flachen Wiesen und bewohnten Gebieten, am Rand der Städte auch aus sogenannten Suburbs (amerikanische Vorstädte). Bedingt durch seine Lage am Fluss gab es im Sacramento Valley größere Waldflächen vor der Ankunft der europäischen Siedler im 19. Jahrhundert. Das meiste davon wurde während des kalifornischen Goldrausches und der darauf folgenden Welle der Zuwanderung gerodet. Es gibt jedoch nach wie vor auch größere bewaldete Gebiete in der Region, meist handelt es sich um Pinien- und Kiefernwälder.
Ein unverwechselbares Merkmal des Sacramento Valley sind die Sutter Buttes, ein kleiner kreisförmiger Komplex von erodierten Lavahügeln, die sich über dem Flachland des kalifornischen Sacramento Valley erheben, etwa 44 Meilen nördlich von Sacramento entfernt. Sie gelten als das kleinste Gebirgsmassiv der Welt.

## Klima
Das Klima im Sacramento Valley ist geprägt durch seine Lage einige Kilometer im Landesinnern, aber auch durch die flache Landschaft. Wie nahezu der gesamte Bundesstaat Kalifornien ist auch das Tal von Sacramento der Subtropischen Klimazone zuzuordnen. Im Sommer herrscht üblicherweise kaum Niederschlag, die durchschnittlichen Tagestemperaturen liegen meist über 30 Grad im Schatten. Gelegentlich bringt eine Brise von der Küste, die aus der Gegend der Bucht von San Francisco kommt, etwas kühlere Temperaturen und höherer Luftfeuchtigkeit in das Tal. Bei anhaltendem Wind ist es böig mit Windgeschwindigkeiten, die mehr als 50 km/h erreichen können. Winde von der Pazifikküste bringen Niederschlag, der aber häufiger im Winter auftritt, wo auch die Tagestemperaturen auf weniger als 15 Grad herabfallen können. In Sacramento gibt es im Durchschnitt im Turnus von zehn Jahren Schneefall in den Wintermonaten.

## Größere Städte im Sacramento Valley
- Sacramento
- Marysville
- Redding
- Woodland
- Davis
- Chico
- Yuba City
- Roseville
- Red Bluff
- Galt
- Lodi